# Saint-Pancrace (Saboya)
 Saint-Pancrace  es una población y comuna francesa, en la región de Ródano-Alpes, departamento de Saboya, en el distrito y cantón de Saint-Jean-de-Maurienne.

## Demografía
| 112 | 76 | 88 | 104 | 153 | 214 |
| Para los censos de 1962 a 1999 la población legal corresponde a la población sin duplicidades (Fuente: INSEE [Consultar]) |    |    |     |     |     |